# Isabelle Lecours
Isabelle Lecours, née en 1971 à Québec, est une femme politique québécoise.
Elle est députée de la circonscription de Lotbinière-Frontenac depuis les élections générales du 1er octobre 2018.

## Résultats électoraux
|                                                                                               | Nom                         | Parti            | Nombre de voix | %      | Maj.  |
| --------------------------------------------------------------------------------------------- | --------------------------- | ---------------- | -------------- | ------ | ----- |
|                                                                                               | Isabelle Lecours (sortante) | Coalition avenir | 18 330         | 43,7 % | 4 827 |
|                                                                                               | Christian Gauthier          | Conservateur     | 13 503         | 32,2 % | -     |
|                                                                                               | Christine Gilbert           | Québec solidaire | 3 925          | 9,4 %  | -     |
|                                                                                               | Louise Marchand             | Parti québécois  | 3 688          | 8,8 %  | -     |
|                                                                                               | Normand Côté                | Libéral          | 2 483          | 5,9 %  | -     |
| Total                                                                                         | Total                       | Total            | 41 929         | 100 %  |       |
| Le taux de participation lors de l'élection était de 73,9 % et 565 bulletins ont été rejetés. |                             |                  |                |        |       |

|                                                                                               | Nom                   | Parti               | Nombre de voix | %      | Maj.   |
| --------------------------------------------------------------------------------------------- | --------------------- | ------------------- | -------------- | ------ | ------ |
|                                                                                               | Isabelle Lecours      | Coalition avenir    | 20 360         | 53,8 % | 12 618 |
|                                                                                               | Pierre-Luc Daigle     | Libéral             | 7 742          | 20,5 % | -      |
|                                                                                               | Normand Beaudet       | Québec solidaire    | 3 593          | 9,5 %  | -      |
|                                                                                               | Yohann Beaulieu       | Parti québécois     | 3 591          | 9,5 %  | -      |
|                                                                                               | Réjean Labbé          | Conservateur        | 1 410          | 3,7 %  | -      |
|                                                                                               | Marie-Claude Dextraze | Vert                | 655            | 1,7 %  | -      |
|                                                                                               | Yves Roy              | Citoyens au pouvoir | 304            | 0,8 %  | -      |
|                                                                                               | Daniel Croteau        | Parti 51            | 200            | 0,5 %  | -      |
| Total                                                                                         | Total                 | Total               | 37 855         | 100 %  |        |
| Le taux de participation lors de l'élection était de 69,4 % et 746 bulletins ont été rejetés. |                       |                     |                |        |        |